# Violência religiosa
A violência religiosa abrange fenômenos em que a religião é o sujeito ou o objeto de comportamento violento. Todas as religiões do mundo contêm narrativas, símbolos e metáforas de violência e guerra. Violência religiosa é um tipo de violência motivada em reação a preceitos religiosos, textos ou doutrinas de um alvo ou um agressor. Inclui violência contra instituições religiosas, pessoas, objetos ou eventos, não incluindo exclusivamente atos cometidos por grupos religiosos, em vez disso, inclui atos que são cometidos contra grupos religiosos.

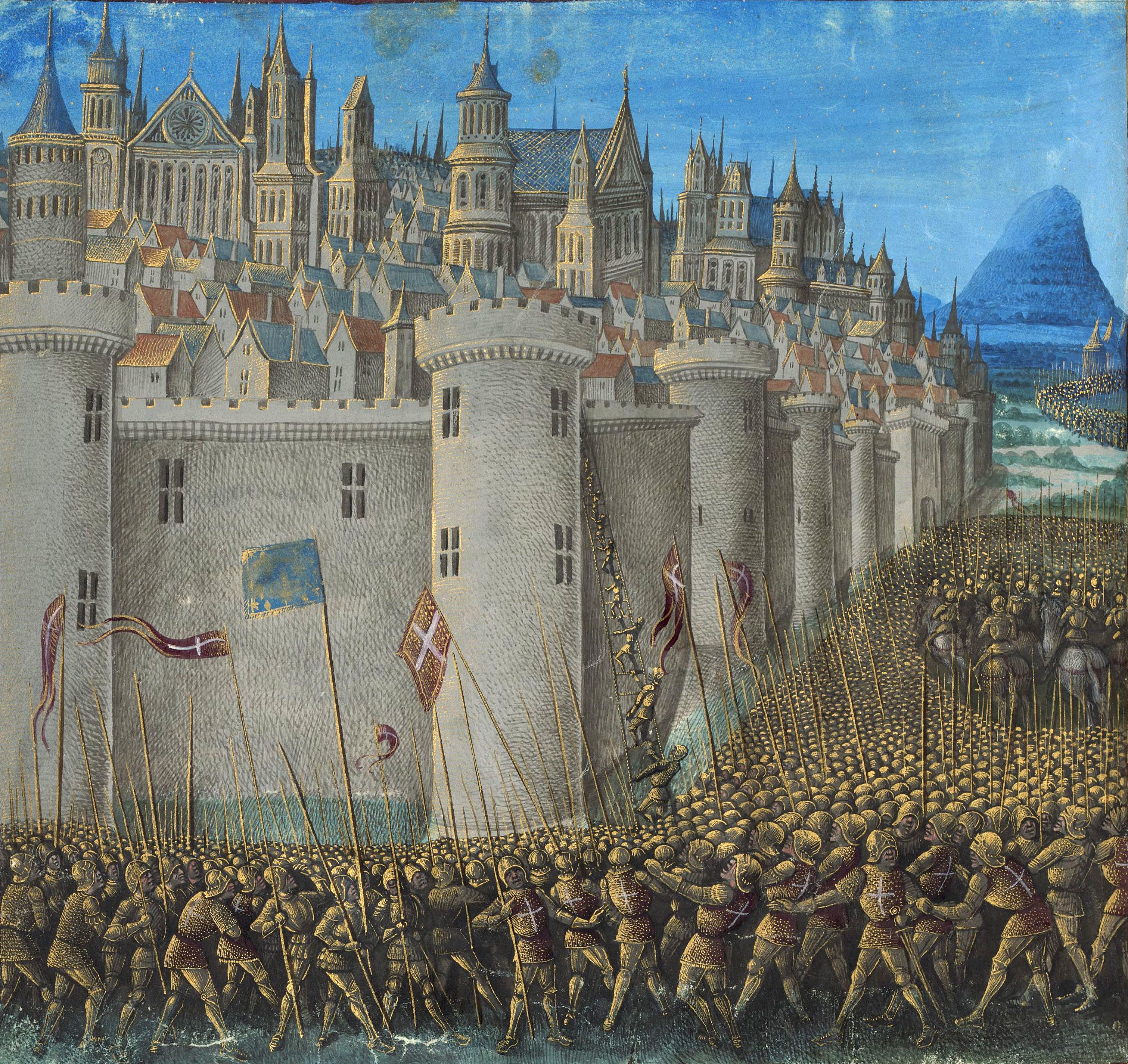
As Cruzadas foram uma série de campanhas militares travadas principalmente entre a Igreja Católica europeia e os muçulmanos. A imagem acima retrata uma cena de batalha da Primeira Cruzada.

"Violência" é um conceito muito amplo que é difícil de definir porque é usado contra objetos humanos e não humanos. Além disso, o termo pode denotar uma grande variedade de experiências, como derramamento de sangue, danos físicos, força contra a liberdade pessoal, conduta ou linguagem apaixonada, ou emoções como fúria e paixão. Religião também é um definido como um conceito ocidental moderno complexo e problemático. Embora não haja consenso acadêmico sobre o que é seja a religião, hoje a palavra é geralmente considerada uma abstração que envolve crenças, doutrinas e lugares sagrados. A ligação entre crença religiosa e comportamento é problemática. Décadas de pesquisas antropológicas, sociológicas e psicológicas provaram a falsidade do pressuposto de que os comportamentos seguem diretamente de crenças e valores religiosos porque as ideias religiosas das pessoas são fragmentadas, vagamente conectadas e dependentes do contexto, assim como todos os outros domínios da cultura e da vida. Em geral, religiões, sistemas éticos e sociedades raramente promovem a violência como um fim em si mesma, uma vez que a violência é universalmente indesejável. Ao mesmo tempo, há uma tensão universal entre o desejo geral de evitar a violência e a aceitação de usos justificáveis da violência para evitar um "mal maior" que permeia todas as culturas.
A violência religiosa, como todas as formas de violência, é um processo cultural dependente do contexto e muito complexo. Simplificações excessivas de "religião" e "violência" muitas vezes levam a entendimentos equivocados de causas por que algumas pessoas cometem atos de violência e por que a maioria das pessoas nunca comete tais atos em primeiro lugar. A violência é perpetrada por uma ampla variedade de razões ideológicas e a religião é geralmente apenas um dos muitos fatores sociais e políticos que podem levar à agitação. Estudos de supostos casos de violência religiosa frequentemente concluem que a violência é fortemente impulsionada por animosidades étnicas e não por visões de mundo religiosas. Devido à natureza complexa da religião e da violência, normalmente não está claro se a religião é uma causa significativa de violência.

## História do conceito de religião
Religião é um conceito ocidental moderno. O conceito comportamentalizado de religião, onde as coisas religiosas eram separadas das coisas mundanas, não era usado antes dos anos 1500. Além disso, conceitos paralelos não são encontrados em muitas culturas e não há termo equivalente para "religião" em muitas línguas. Os estudiosos têm encontrado dificuldade em desenvolver uma definição consistente, com alguns desistindo da possibilidade de uma definição e outros rejeitando o termo inteiramente. Outros argumentam que, independentemente de sua definição, não é apropriado aplicá-la a culturas não-ocidentais.
O conceito moderno de "religião" como uma abstração que envolve distintas crenças ou doutrinas é uma invenção recente na língua inglesa desde que tal uso começou com textos do século XVII devido à divisão da Cristianismo durante a Reforma Protestante e a colonização ou globalização mais prevalente na era da exploração que envolvia o contato com numerosas culturas estrangeiras e indígenas com línguas não-europeias.
Textos sagrados antigos como a Bíblia e o Alcorão não tinham um conceito de religião em suas línguas originais e nem seus autores nem as culturas a que pertenciam. Foi no século XIX que os termos "budismo", "hinduísmo", "taoísmo" e "confucionismo" surgiram pela primeira vez.
Não há equivalente preciso de "religião" em hebraico, e o judaísmo não desenha distinções claras entre identidades religiosas, nacionais, raciais ou étnicas.

## Definição de violência
A violência é difícil de definir porque o termo é um conceito complicado que carrega de forma ampla componentes descritivos e avaliativos que vão desde a lesão de objetos não humanos até a automutilação humana. Ralph Tanner cita a definição de violência no Oxford English Dictionary como "muito além (da infligência da) dor e do derramamento de sangue". Ele argumenta que, embora a violência inclua claramente lesões a pessoas ou propriedades, ela também inclui "a interferência forçada na liberdade pessoal, conduta violenta ou apaixonada ou linguagem (e) finalmente paixão ou fúria." Da mesma forma, Abhijit Nayak escreve:
| “ | A palavra "violência" pode ser definida para se estender muito além da dor e derramar sangue. Ele carrega o significado de força física, linguagem violenta, fúria e, mais importante, interferência forçada. | ” |

Terence Fretheim escreve:
| “ | Para muitas pessoas, ... apenas a violência física realmente se qualifica como violência. Mas, certamente, violência é mais do que matar pessoas, a menos que se inclua todas essas palavras e ações que matam pessoas lentamente. O efeito da limitação a uma perspectiva de "campos de extermínio" é a negligência generalizada de muitas outras formas de violência. Devemos insistir que a violência também se refere ao que é psicologicamente destrutivo, o que degrada, prejudica ou despersonaliza os outros. Diante dessas considerações, a violência pode ser definida da seguinte forma: qualquer ação, verbal ou não verbal, oral ou escrita, física ou psíquica, ativa ou passiva, pública ou privada, individual ou institucional/social, humana ou divina, em qualquer grau de intensidade, que abuse, viole, machuque ou mate. Algumas das formas mais difundidas e mais perigosas de violência são aquelas que muitas vezes são escondidas da vista (contra mulheres e crianças, especialmente); logo abaixo da superfície em muitas de nossas casas, igrejas e comunidades é abuso suficiente para congelar o sangue. Além disso, muitas formas de violência sistêmica muitas vezes passam pela nossa atenção porque fazem parte da infraestrutura da vida (por exemplo, racismo, sexismo, ageísmo). | ” |

## Relações entre religião e violência
De acordo com Steve Clarke, "as evidências disponíveis atualmente não nos permitem determinar se a religião é, ou não, uma causa significativa de violência". Ele lista múltiplos problemas que impossibilitam estabelecer uma relação causal, como dificuldades em distinguir motivo/pretexto e incapacidade de verificar se eles necessariamente levariam a qualquer ação violenta, a falta de consenso de definições de violência e religião entre os estudiosos, e a incapacidade de ver se a presença da religião realmente adiciona ou subtrai dos níveis gerais de violência, uma vez que nenhuma sociedade sem religião já existiu para comparar com.
Charles Selengut caracteriza a frase "religião e violência" como "perturbadora", afirmando que "a religião é considerada contra a violência e uma força de paz e reconciliação". Ele reconhece, no entanto, que "a história e as escrituras das religiões mundiais contam histórias de violência e guerra, mesmo quando falam de paz e amor."
Segundo Matthew Rowley, trezentos causas contribuintes de violência religiosa foram discutidas por alguns estudiosos, no entanto ele afirma que "a violência em nome de Deus é um fenômeno complexo e a simplificação excessiva compromete ainda mais a paz porque obscurece muitos dos fatores causais". Em outra peça, Rowley lista 15 maneiras de abordar a complexidade da violência, tanto secular quanto religiosa, e afirma que narrativas seculares de violência religiosa tendem a ser errôneas ou exageradas devido à simplificação excessiva das pessoas religiosas, suas crenças, pensar em falsas dicotomias e ignorar causas seculares complexas de suposta "violência religiosa". Ele também afirma que ao discutir a violência religiosa, deve-se notar também que a esmagadora maioria das pessoas religiosas não se inspiram a se envolver em violência.
Ralph Tanner também descreve a combinação de religião e violência como "desconfortável", afirmando que os pensadores religiosos geralmente evitam a conjunção dos dois e argumentam que a violência religiosa é "válida apenas em certas circunstâncias que são invariavelmente unilaterais".
Michael Jerryson argumenta que a bolsa de estudos sobre religião e violência às vezes ignora as religiões não-abraâmicas. Essa tendência proporciona problemas consideráveis, um dos quais é o apoio de associações defeituosas. Por exemplo, ele encontra um padrão global persistente para alinhar religiões como o Islã como uma causa de violência e outros como o budismo como uma explicação para a paz.
Em muitos casos de violência política, a religião tende a desempenhar um papel central. Isso é especialmente verdadeiro para o terrorismo, que vê a violência cometida contra não combatentes desarmados, a fim de inspirar medo e alcançar algum objetivo político. A especialista em terrorismo Martha Crenshaw sugere que a religião é apenas uma máscara usada por movimentos políticos para atrair apoio. Crenshaw descreve duas abordagens na observação da violência religiosa para ver os mecanismos subjacentes. Uma abordagem, chamada de abordagem instrumental, vê a violência religiosa como um cálculo racional para alcançar algum fim político. Aumentar os custos de realizar tal violência ajudará a coibir isso. A abordagem alternativa de Crenshaw vê a violência religiosa decorrente da estrutura organizacional das comunidades religiosas, com os chefes dessas comunidades agindo como figuras políticas. Crenshaw sugere que ameaçar a estabilidade interna dessas organizações (talvez oferecendo uma alternativa não violenta) dissuadirá as organizações religiosas de realizar violência política. Uma terceira abordagem vê a violência religiosa como resultado da dinâmica da comunidade em vez do dever religioso. Sistemas de significados desenvolvidos dentro dessas comunidades permitem que a interpretação religiosa justifique a violência, e assim atos como o terrorismo acontecem porque as pessoas fazem parte das comunidades de violência. Desta forma, a violência religiosa e o terrorismo são performances projetadas para inspirar uma reação emocional tanto daqueles da comunidade quanto daqueles fora dela.
Hector Avalos argumenta que as religiões criam violência sobre quatro recursos escassos: acesso à vontade divina, conhecimento, principalmente através das escrituras; espaço sagrado; privilegiação do grupo; e salvação. Nem todas as religiões têm ou usam esses quatro recursos. Ele acredita que a violência religiosa é particularmente insustentável, pois esses recursos nunca são verificáveis e, ao contrário das alegações de assustar recursos como água ou terra, não podem ser julgados objetivamente.
Regina Schwartz argumenta que todas as religiões monoteístas são inerentemente violentas por causa de um exclusividade que inevitavelmente promove a violência contra aqueles que são considerados forasteiros. Lawrence Wechsler afirma que Schwartz não está apenas argumentando que as religiões abraâmicas têm um legado violento, mas que o legado é na verdade genocida na natureza.

## Desafios às opiniões que dizem que religiões são violentas

### Estudos comportamentais
Décadas de pesquisas conduzidas por cientistas sociais estabeleceram que a "congruência religiosa" (a suposição de que crenças e valores religiosos estão fortemente integrados na mente de um indivíduo ou que práticas e comportamentos religiosos seguem diretamente de crenças religiosas ou que crenças religiosas são cronologicamente lineares e estáveis em diferentes contextos) é realmente rara. As ideias religiosas das pessoas são fragmentadas, vagamente conectadas e dependentes do contexto, como em todos os outros domínios da cultura e da vida. As crenças, afiliações e comportamentos de qualquer indivíduo são atividades complexas que têm muitas fontes, incluindo a cultura.

### Mito da violência religiosa
Outros, como William Cavanaugh, argumentaram que não é razoável tentar diferenciar a "violência religiosa" e a "violência secular" como categorias separadas. Cavanaugh afirma  que "a ideia de que a religião tem uma tendência a promover a violência faz parte da sabedoria convencional das sociedades ocidentais e está subjacente a muitas de nossas instituições e políticas, desde limites ao papel público das igrejas até os esforços para promover a democracia liberal no Oriente Médio". Cavanaugh desafia essa sabedoria convencional, argumentando que há um "mito da violência religiosa", baseando seu argumento na afirmação de que "as tentativas de separar a violência religiosa e secular são incoerentest". Cavanaugh afirma:
- A religião não é um fenômeno universal e trans-histórico. O que conta como "religioso" ou "secular" em qualquer contexto é uma função de configurações de poder tanto no Ocidente quanto em terras colonizadas pelo Ocidente. As distinções de "Religioso/Secular" e "Religioso/Político" são invenções ocidentais modernas.
- A invenção do conceito de "violência religiosa" ajuda o Ocidente a reforçar a superioridade das ordens sociais ocidentais às ordens sociais "nonóculos", ou seja, muçulmanos no momento da publicação.
- O conceito de "violência religiosa" pode ser e está acostumado a violência legítima contra "outros" não ocidentais.
- A paz depende de uma visão equilibrada da violência e do reconhecimento de que as chamadas ideologias e instituições seculares podem ser tão propensas ao absolutismo, à divisão e à irracionalidade.

Jeffrey Russell argumenta que inúmeros casos de supostos atos de violência religiosa, como a Guerra dos Trinta Anos, as Guerras da Religião Francesa, o conflito protestante-católico na Irlanda do Norte, a Guerra civil do Sri Lanka e a Guerra Civil de Ruanda foram motivados principalmente por questões sociais, políticas e econômicas, em vez de religião.
John Morreall e Tamara Sonn argumentaram que todos os casos de violência e guerra incluem dimensões sociais, políticas e econômicas. Como não há consenso sobre definições de "religião" entre os estudiosos e nenhuma maneira de isolar a "religião" do resto das dimensões motivacionais mais prováveis, é incorreto rotular qualquer evento violento como "religioso". Eles afirmam que, como dezenas de exemplos existem das guerras europeias de religião que mostram que pessoas das mesmas religiões lutaram entre si e que pessoas de diferentes religiões se tornaram aliadas durante esses conflitos, as motivações para esses conflitos não eram sobre religião. Jeffrey Burton Russell argumentou que o fato de que essas guerras religiosas terminaram depois que os governantes concordaram em praticar suas religiões em seus próprios territórios, significa que os conflitos estavam mais relacionados ao controle político do que às opiniões religiosas das pessoas.
De acordo com Karen Armstrong, os chamados conflitos religiosos, como as Cruzadas, a Inquisição Espanhola e as guerras europeias de religião, eram todos conflitos profundamente políticos no centro, não religiosos. Especialmente porque pessoas de diferentes crenças constantemente se tornaram aliadas e lutaram entre si de forma consistente. Ela afirma que o conceito ocidental de separação entre igreja e Estado, que foi defendido primeiro pelo teólogo Martinho Lutero, estabeleceu uma base para ver a sociedade dividida quando, na realidade, religião e sociedade foram misturadas ao ponto de ninguém fazer tal distinção nem houve um corte definitivo entre tais experiências no passado. Durante o Iluminismo, a religião começou a ser vista como uma coisa individualista e privada e que ideais seculares modernos como igualdade de todos os seres humanos, liberdade intelectual e política eram coisas que eram historicamente promovidas em um idioma religioso no passado.
O antropólogo Jack David Eller afirma que a religião não é inerentemente violenta, argumentando que "religião e violência são claramente compatíveis, mas não são idênticas". Ele afirma que "a violência não é essencial nem exclusiva da religião" e que " praticamente todas as formas de violência religiosa têm seu corolário não religioso." Além disso, ele argumenta que a religião "pode ser mais um marcador dos grupos [conflitantes] do que um ponto real de discórdia entre eles". John Teehan toma uma posição que integra os dois lados opostos deste debate. Ele descreve a resposta tradicional em defesa da religião como "desenhar uma distinção entre a religião e o que é feito em nome dessa religião ou de seus fiéis". Teehan argumenta: "essa abordagem da violência religiosa pode ser compreensível, mas é, em última análise, insustentável e nos impede de obter qualquer visão útil sobre religião ou violência religiosa". Ele assume a posição de que "a violência feita em nome da religião não é uma perversão da crença religiosa... mas flui naturalmente da lógica moral inerente a muitos sistemas religiosos, particularmente religiões monoteístas...." No entanto, Teehan reconhece que "as religiões também são poderosas fontes de moralidade". Ele afirma que "a moralidade religiosa e a violência religiosa brotam da mesma fonte, e esta é a psicologia evolutiva subjacente à ética religiosa."
Historiadores como Jonathan Kirsch fizeram ligações entre as inquisições europeias, por exemplo, e as perseguições de Stalin na União Soviética, Alemanha nazista, listas negras de McCarthy e outros eventos seculares como sendo o mesmo tipo de fenômeno que as inquisições.
Outros, como Robert Pape, cientista político especializado em terrorismo suicida, têm feito um caso para motivações e razões seculares como sendo fundamentos da maioria dos ataques suicidas que muitas vezes são rotulados como "religiosos". Pape compilou o primeiro banco de dados completo de cada atentado suicida documentado durante 1980-2003. Ele argumenta que as notícias sobre ataques suicidas são profundamente enganosas — "Há pouca conexão entre terrorismo suicida e fundamentalismo islâmico, ou qualquer uma das religiões do mundo". Depois de estudar 315 ataques suicidas realizados nas últimas duas décadas, ele conclui que as ações dos homens-bomba provêm fundamentalmente de conflitos políticos, não de religião.

### Secularismo como resposta
Byron Bland afirma que uma das razões mais proeminentes para a "ascensão do secular no pensamento ocidental" foi a reação contra a violência religiosa dos séculos XVI e XVII. Ele afirma que "(t)ele secular era uma maneira de viver com as diferenças religiosas que produziram tanto horror. Sob a secularidade, as entidades políticas têm um mandado para tomar decisões independentes da necessidade de impor versões particulares da ortodoxia religiosa. Na verdade, eles podem ir contra certas crenças fortemente mantidas se feitas no interesse do bem-estar comum. Assim, um dos objetivos importantes do secular é limitar a violência." William T. Cavanaugh escreve que o que ele chama de "mito da violência religiosa" como uma razão para a ascensão de estados seculares pode ser rastreado a filósofos anteriores, como Spinoza, Hobbes, Locke, Rousseau e Voltaire. Cavanaugh faz uma crítica detalhada a essa ideia em seu livro de 2009, The Myth of Religious Violence: Secular Ideology and the Roots of Modern Conflict.

### Violência secular
Janet Jakobsen afirma que "assim como religião e secularismo são termos relacionais definidos - termos que dependem uns dos outros - então também a legitimação da violência através do discurso religioso ou secular também é relacional." Ela afirma que a ideia de que "a religião mata" é usada para legitimar a violência secular, e que, da mesma forma, a ideia de que o "secularismo mata" está acostumada a legitimar a violência religiosa. De acordo com John Carlson, críticos céticos sobre a "violência religiosa" afirmam que a atenção excessiva é frequentemente dada a atos de violência religiosa em comparação com atos de violência secular, e que isso leva a uma falsa essencialização tanto da religião como sendo propensa à violência quanto ao secular como sendo propensa à paz. De acordo com Janet Jakobsen, o secularismo e os estados seculares modernos são muito mais violentos do que a religião, e que os estados seculares modernos, em particular, são geralmente a fonte da maior parte da violência mundial. Carlson afirma que, ao se concentrar na capacidade destrutiva do governo, Jakobsen "essencializa outra categoria - o Estado laico - mesmo quando critica governos seculares que essencializam as propensões violentas da religião". Tanner afirma que regimes seculares e líderes têm usado a violência para promover suas próprias agendas.  As violências cometida por governos e pessoas seculares, incluindo os antirreligiosos, foram documentadas incluindo violência ou perseguições focadas em crentes religiosos e aqueles que acreditam no sobrenatural. No século XX, estima-se que mais de 25 milhões de cristãos morreram de violência antirreligiosa secular em todo o mundo.
As religiões foram perseguidas mais nos últimos 100 anos do que em qualquer outro momento da história. De acordo com Geoffrey Blainey, atrocidades ocorreram sob todas as ideologias, inclusive em nações fortemente seculares como a União Soviética, a China e o Camboja. Talal Asad, antropólogo, afirma que equiparar a religião institucional à violência e ao fanatismo é incorreto e que as crueldades e atrocidades devastadoras feitas por instituições não religiosas no século XX não devem ser negligenciadas. Ele também afirma que o nacionalismo tem sido argumentado como sendo uma religião secularizada.

## Religiões abraâmicas

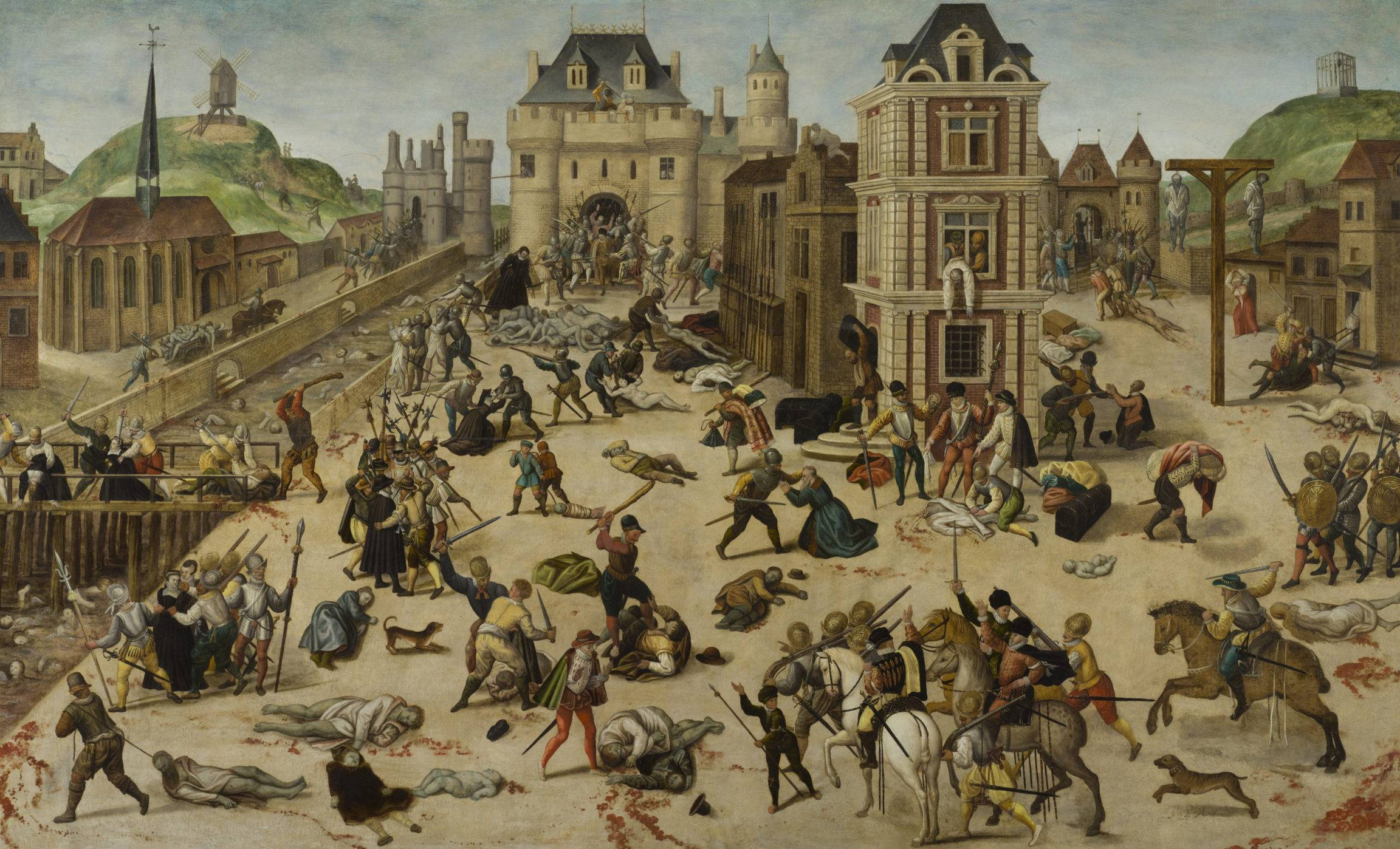
O massacre do noite de São Bartolomeu dos protestantes franceses em 1572.

Hector Avalos argumenta que, porque as religiões afirmam ter o favor divino para si mesmas, sobre e contra outros grupos, este senso de auto-retidão leva à violência porque as reivindicações conflitantes de superioridade, baseadas em apelos incontroláveis a Deus, não podem ser objetivamente julgadas.
Da mesma forma, Eric Hickey escreve, "a história da violência religiosa no Ocidente é tão longa quanto o registro histórico de suas três principais religiões, o judaísmo, o cristianismo e o islamismo, com seus antagonismos mútuos e suas lutas para se adaptar e sobreviver, apesar das forças seculares que ameaçam sua existência contínua".
Regina Schwartz argumenta que todas as religiões monoteístas, incluindo o cristianismo, são inerentemente violentas por causa de seu exclusivismo que inevitavelmente fomenta a violência contra aqueles que são considerados forasteiros. Lawrence Wechsler afirma que Schwartz não está apenas argumentando que as religiões abraâmicas têm um legado violento, mas está argumentando que seu legado é na verdade de natureza genocida.

### Cristianismo

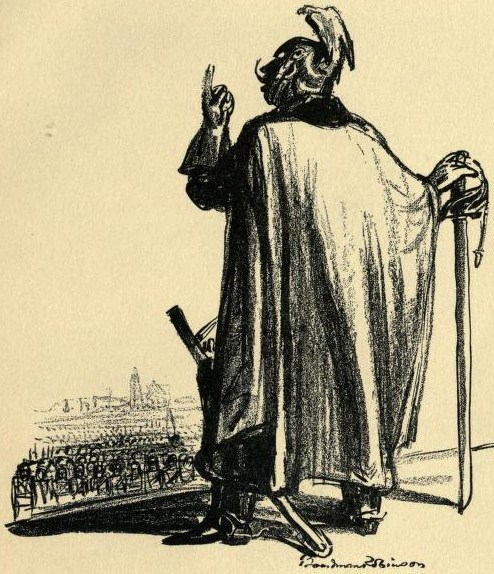
Eu acredito na Espada e no todo-poderoso Deus (1914), de Boardman Robinson.

Antes do Século XI, os cristãos não tinham desenvolvido a doutrina da "guerra santa", a crença de que a própria luta poderia ser considerada um ato penitencial e espiritualmente meritório. Durante toda a Idade Média, a força não podia ser usada para propagar a religião. Durante os três primeiros séculos do cristianismo, a Igreja ensinou o pacifismo de Jesus e notáveis pais da igreja como Justino, Tertuliano, Orígenes e Cipriano de Cartago chegaram ao ponto de argumentar contra a adesão aos militares ou o uso de qualquer forma de violência contra os agressores. No século IV, Santo Agostinho desenvolveu um conceito de "guerra justa", pelo qual os usos limitados da guerra seriam considerados aceitáveis a fim de preservar a paz e reter a ortodoxia se ela fosse travada: para fins defensivos, ordenados por uma autoridade, tinham intenções honrosas, e produziam danos mínimos. No entanto, o critério por ele utilizado já foi desenvolvido por pensadores romanos no passado e "a perspectiva de Agostinho não se baseava no Novo Testamento". O conceito de "guerra justa" de Santo Agostinho era amplamente aceito, no entanto, a guerra não era considerada virtuosa de forma alguma. Expressão de preocupação pela salvação daqueles que matavam inimigos em batalha, independentemente da causa pela qual lutavam, era comum. No período medieval que começou após a queda de Roma, houve aumento do nível de violência devido à instabilidade política. No século XI, a Igreja condenou esta violência e esta guerra ao introduzir: a "Paz de Deus" que proibia os ataques ao clero, aos peregrinos, aos habitantes da cidade, aos camponeses e aos bens; a "Trégua de Deus" que proibia a guerra aos domingos, sextas-feiras, quaresma e páscoa; e impunha pesadas penitências aos soldados por matarem e ferirem outros porque acreditava que o derramamento do sangue de outras pessoas era o mesmo que o derramamento do sangue de Cristo.
Durante os séculos IX e X, múltiplas invasões ocorreram em algumas regiões da Europa e estas invasões os levaram a formar seus próprios exércitos para se defenderem e, no século XI, isto lentamente levou ao surgimento das Cruzadas, o conceito de "guerra santa" e terminologia como "inimigos de Deus". Na época das Cruzadas, "apesar de toda a violência durante este período, a maioria dos cristãos não eram participantes ativos, mas eram mais frequentemente suas vítimas" e grupos que usavam meios não violentos para dialogar pacificamente com os muçulmanos, como os franciscanos.

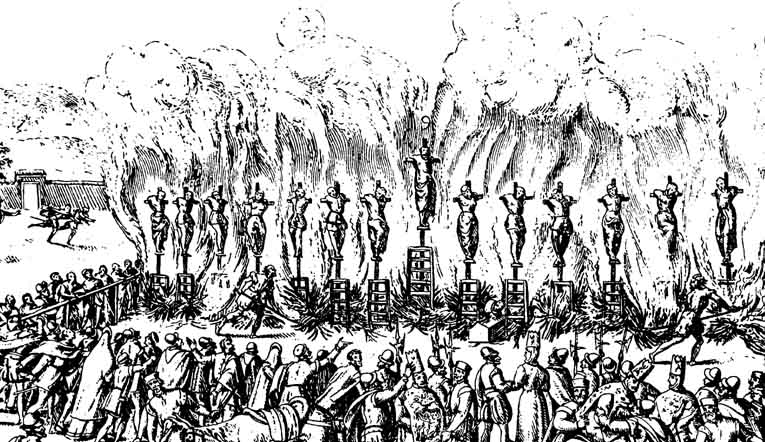
Auto-de-fé em Valladolid, Espanha, durante a Inquisiçao Espanhola, a 21 de Maio de 1559, com a queima de catorze protestantes.

Hoje, a relação entre o cristianismo e a violência é objeto de controvérsia porque uma visão defende a crença de que o cristianismo defende a paz, o amor e a compaixão, apesar do fato de que, em muitos casos, seus adeptos também recorreram à violência. A paz, a compaixão e o perdão dos erros cometidos por outros são elementos-chave do ensinamento cristão. Entretanto, os cristãos têm lutado desde os tempos dos pais da Igreja com a questão de quando o uso da força é justificado (por exemplo, a teoria da guerra justa de Santo Agostinho). Tais debates têm levado a conceitos como a teoria da guerra justa. Ao longo da história, certos ensinamentos do Antigo Testamento, do Novo Testamento e da teologia cristã têm sido usados para justificar o uso da força contra hereges, pecadores e inimigos externos. Heitman e Hagan identificam as Inquisições, Cruzadas, Guerras de Religião e antissemitismo como estando "entre os exemplos mais notórios de violência cristã". Para esta lista, o teólogo menonita J. Denny Weaver acrescenta "papas guerreiros, apoio à pena de morte, castigos corporais sob o pretexto de "poupar a vara estragar a criança", justificações da escravidão, colonialismo mundial sob o pretexto de converter as pessoas ao cristianismo, a violência sistêmica contra as mulheres que estão sujeitas ao domínio dos homens". Weaver emprega uma definição mais ampla de violência que estende o significado da palavra para cobrir "dano ou dano", e não apenas a violência física per se. Assim, sob sua definição, a violência cristã inclui "formas de violência sistêmica tais como pobreza, racismo e sexismo".

Os teólogos cristãos apontam para um forte imperativo doutrinário e histórico contra a violência que existe dentro do cristianismo, particularmente o Sermão da Montanha de Jesus, que ensinou a não-violência e o "amor aos inimigos". Por exemplo, Weaver afirma que o pacifismo de Jesus foi "preservado na doutrina de guerra justificável que declara que toda guerra é pecado mesmo quando ocasionalmente é declarada como um mal necessário, e na proibição da luta dos monásticos e do clero, assim como em uma tradição persistente de pacifismo cristão".

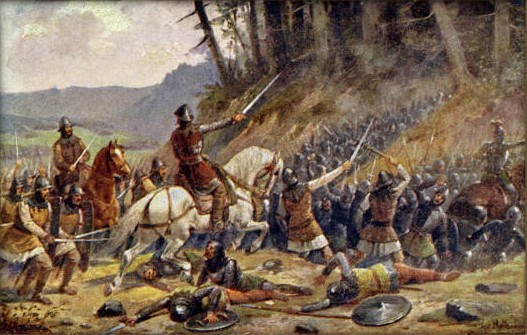
Entre 1420 e 1431, os Hussitas combateram cinco Crusadas ordenados pelo Papa Martinho V.

Muitos autores destacam a contradição irônica entre as afirmações do cristianismo de estar centrado no "amor e paz" e, ao mesmo tempo, abrigar um "lado violento". Por exemplo, Mark Juergensmeyer argumenta: "que apesar de seus princípios centrais de amor e paz, o cristianismo - como a maioria das tradições - sempre teve um lado violento". A história sangrenta da tradição tem fornecido imagens tão perturbadoras quanto as fornecidas pelo Islã, e o conflito violento é retratado de forma vívida na Bíblia. Esta história e estas imagens bíblicas forneceram a matéria prima para justificar teologicamente a violência dos grupos cristãos contemporâneos. Por exemplo, os ataques a clínicas de aborto têm sido vistos não apenas como ataques a uma prática que os cristãos consideram imoral, mas também como escaramuças num grande confronto entre forças do mal e do bem que tem implicações sociais e políticas", às vezes referido como guerra espiritual. A declaração atribuída a Jesus "Não venho para trazer a paz, mas para trazer uma espada" tem sido interpretada por alguns como um chamado às armas para os cristãos.
Maurice Bloch também argumenta que a fé cristã fomenta a violência porque a fé cristã é uma religião, e as religiões são violentas por sua própria natureza; além disso, ele argumenta que religião e política são dois lados do mesmo poder corrente. Outros argumentaram que a religião e o exercício da força estão profundamente entrelaçados, mas também afirmaram que a religião pode pacificar, assim como canalizar e intensificar os impulsos violentos.

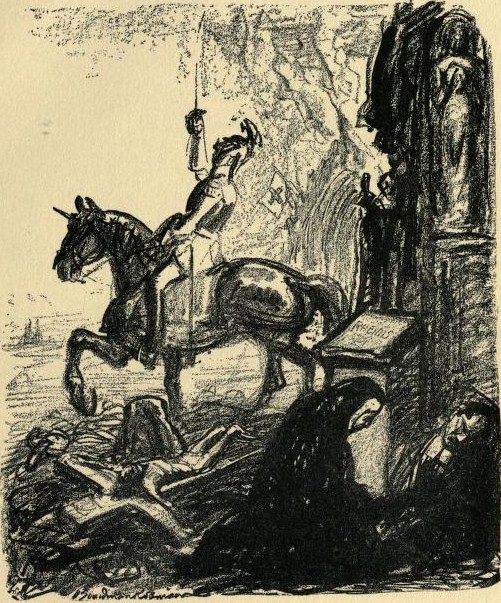
Forward with God! (Avante com Deus!)(1915), de Boardman Robinson.

Em resposta à visão de que o cristianismo e a violência estão interligados, Miroslav Volf e J. Denny Weaver rejeitam as acusações de que o cristianismo é uma religião violenta, argumentando que certos aspectos do cristianismo podem ser mal utilizados para apoiar a violência, mas que uma interpretação genuína de seus elementos centrais não sancionaria a violência humana, mas, em vez disso, resistiria a ela. Entre os exemplos comumente usados para argumentar que o cristianismo é uma religião violenta, J. Denny Weaver lista "(as) Cruzadas, as múltiplas bênçãos das guerras, papas guerreiros, apoio à pena capital, castigos corporais sob o pretexto de "poupar a vara e estragar a criança", justificações da escravidão, colonialismo mundial em nome da conversão do povo ao cristianismo, a violência sistêmica contra as mulheres que estão sujeitas ao domínio dos homens". Weaver caracteriza o contra-argumento como focalizando "Jesus, o ponto de partida da fé cristã,... cujo Sermão da Montanha ensinou a não-violência e o amor aos inimigos; que enfrentou de forma não-violenta sua morte nas mãos de seus acusadores; cujo ensino não-violento inspirou os primeiros séculos da história cristã pacifista e foi posteriormente preservado na doutrina de guerra justificável que declara que toda guerra é pecado mesmo quando ocasionalmente é declarada como um mal necessário, e na proibição da luta dos monásticos e do clero, bem como em uma tradição persistente de pacifismo cristão".
Já Volf reconhece o fato de que "muitos contemporâneos veem a religião como uma doença social perniciosa que precisa de tratamento agressivo, em vez de medicamentos dos quais se espera uma cura". Entretanto, Volf contesta a afirmação de que "(a) a fé cristã, como uma das principais religiões mundiais, fomenta predominantemente a violência". Em vez desta avaliação negativa, Volf argumenta que o cristianismo "deve ser visto como um contribuinte para ambientes sociais mais pacíficos". "Volf examina a questão de saber se o cristianismo promove ou não a violência, e identificou quatro argumentos principais que afirmam que o faz: que a religião por sua natureza é violenta, o que ocorre quando as pessoas tentam agir como "soldados de Deus"; que o monoteísmo implica em violência, porque uma afirmação da verdade universal divide as pessoas em "nós contra eles"; que a criação, como no Livro do Gênesis, é um ato de violência; e o argumento de que a intervenção de uma "nova criação", como na Segunda Vinda, gera violência. Escrevendo sobre esta última, Volf diz: "Começando pelo menos com a conversão de Constantino, os seguidores do Crucificado perpetraram atos de violência horripilantes sob o signo da cruz. Ao longo dos séculos, as estações da Quaresma e da Semana Santa foram, para os judeus, tempos de medo e trepidação; os cristãos perpetraram alguns dos piores pogroms ao se lembrarem da crucificação de Cristo, pela qual culparam os judeus.  Os muçulmanos também associam a cruz à violência; os cruzados foram levados a cabo sob o sinal da cruz". Em cada caso, Volf concluiu que a fé cristã foi mal utilizada para justificar a violência. Volf argumenta que leituras "magras" do cristianismo podem ser usadas de forma enganosa para apoiar o uso da violência. Ele contrapõe, entretanto, afirmando que leituras "grossas" dos elementos centrais do cristianismo não sancionarão a violência humana, ao invés disso, eles resistirão a ela.
Volf afirma que as igrejas cristãs sofrem de uma "confusão de lealdades". Ele afirma que "mais do que o caráter da fé cristã em si, uma melhor explicação para o porquê das igrejas cristãs serem impotentes diante de conflitos violentos ou serem participantes ativos deles é derivada das proclividades de seus aderentes que estão em desacordo com o caráter da fé cristã". Volf observa que "(embora) eles estejam dando explicitamente a máxima lealdade ao Evangelho de Jesus Cristo, muitos cristãos de fato parecem ter um compromisso primordial com suas respectivas culturas e grupos étnicos".

#### A Igreja de Jesus Cristo dos Santos dos Últimos Dias
A Igreja de Jesus Cristo dos Santos dos Últimos Dias (Igreja Mórmon) tem uma história inicial de violência. Foi motivada pelo anti-mormonismo e começou com a perseguição religiosa da Igreja por cidadãos bem respeitados, pela aplicação da lei e por funcionários do governo. Em última análise, esta perseguição levou a vários atos de violência historicamente conhecidos. Estes vão desde ataques aos primeiros membros, tais como o massacre de Haun's Mill após a Ordem de Extermínio Mórmon, até um dos casos mais controversos e conhecidos de violência de retaliação, o massacre de Mountain Meadows. Este foi o resultado de uma resposta não provocada à perseguição religiosa pela qual uma parte inocente que viajava através do território ocupado pela Igreja foi atacada em 11 de setembro de 1857.

### Islã

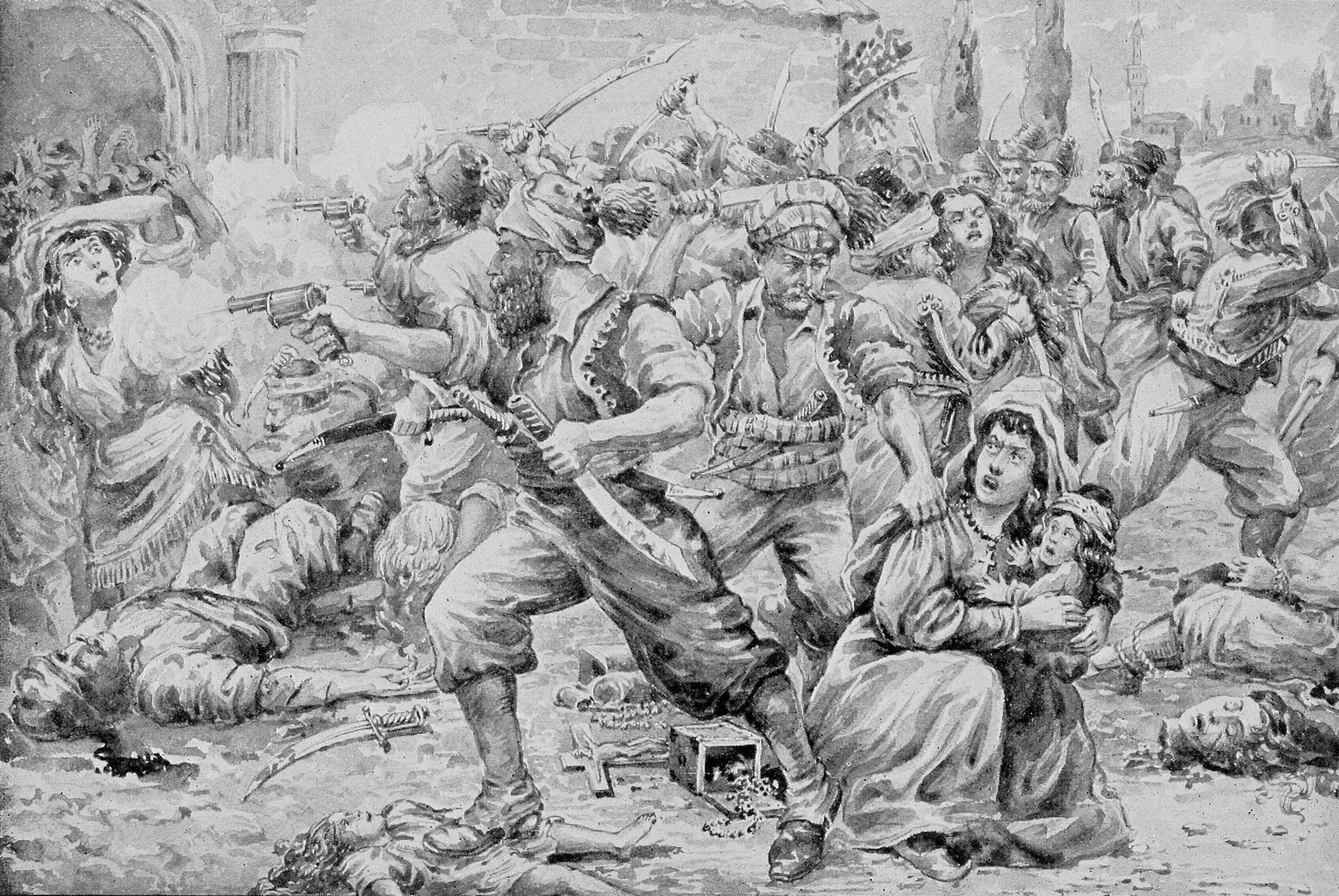
Retrato feito com base nos relatos de uma testemunha ocular do Massacre dos Arménios em Sassúnia em 1894.

O Islã tem sido associado à violência em diversos contextos, especialmente no contexto da Jihad. Em árabe, a palavra jihad se traduz para o inglês como "luta". Jihad aparece no Alcorão e frequentemente na expressão idiomática "lutando no caminho de Alá (al-jihad fi sabil Allah)". O contexto da palavra pode ser visto em seu uso em traduções árabes do Novo Testamento, como em 2 Timóteo 4:7 onde São Paulo expressa manter a fé após muitas lutas. Uma pessoa envolvida na Jihad é chamada de Mujahidi, singular de Mujahidin. A jihad é um importante dever religioso para os muçulmanos. Uma minoria entre os estudiosos sunitas às vezes se refere a este dever como o sexto pilar do Islã, apesar de não ocupar tal status oficial. No entanto, no Xiismo duodecimano, a Jihad é uma das dez práticas da Religião. Para alguns, o Alcorão parece apoiar inequivocamente a violência. Por outro lado, alguns estudiosos argumentam que tais versos do Alcorão são interpretados fora do contexto.

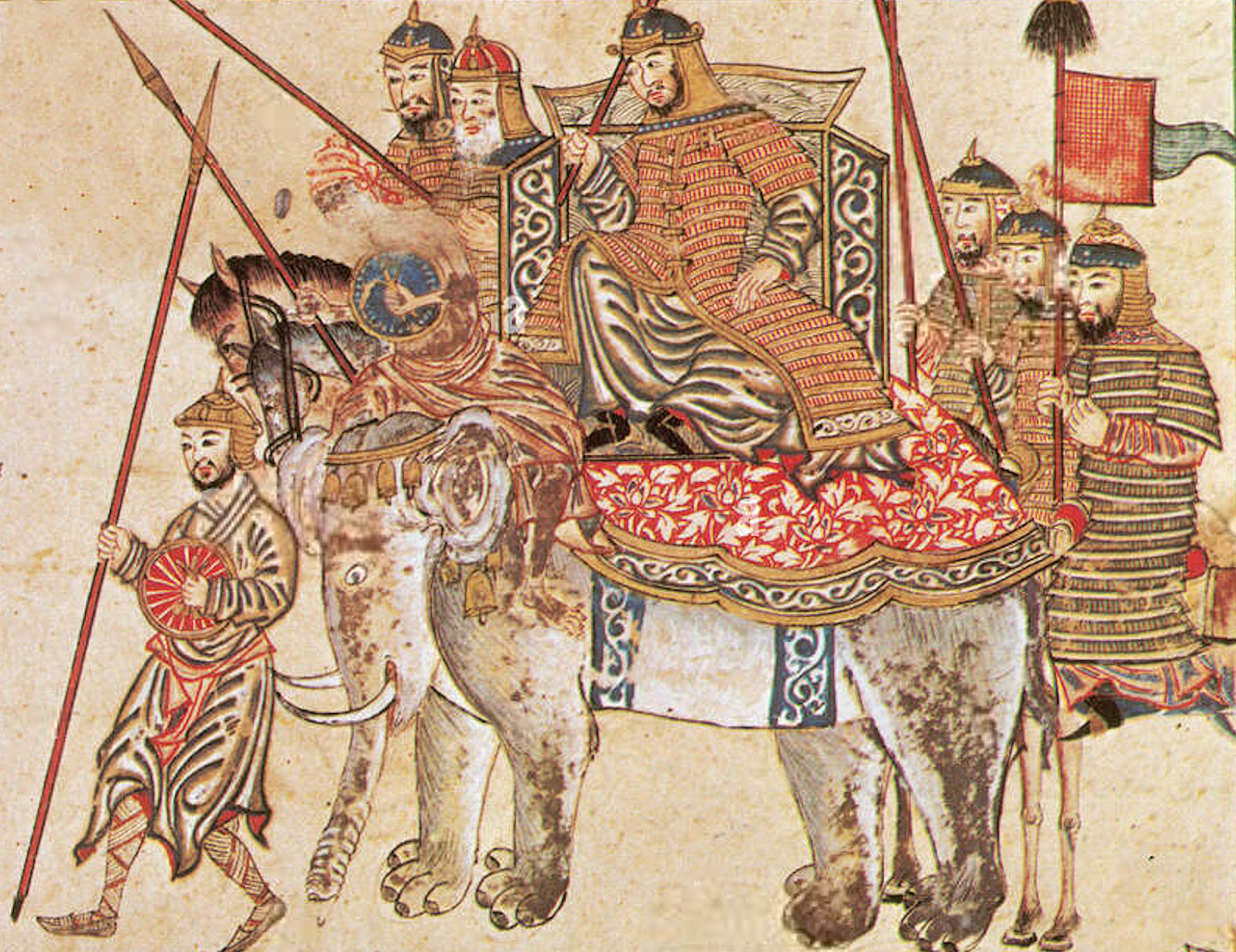
Mahmud de Ghazni num elefante, após as suas conquistas na Índia, das mais sangrentas da história.

Segundo um estudo de Gallup, a maioria dos muçulmanos entende a palavra "Jihad" para significar luta individual, não algo violento ou militarista. Os muçulmanos usam a palavra em um contexto religioso para se referir a três tipos de lutas: uma luta interna para manter a fé, a luta para melhorar a sociedade muçulmana, ou a luta em uma guerra santa. O proeminente orientalista britânico Bernard Lewis argumenta que no Alcorão e nos  hadith  a jihad implica em guerra na grande maioria dos casos. Em um comentário do Hádice Sahih Muslim, intitulado al-Minhaj, o estudioso islâmico medieval Iáia ibne Xarafe Anauaui declarou que "um dos deveres coletivos da comunidade como um todo (fard kifaya) é apresentar um protesto válido, resolver problemas de religião, ter conhecimento da Lei Divina, comandar o que é certo e proibir a conduta errada".

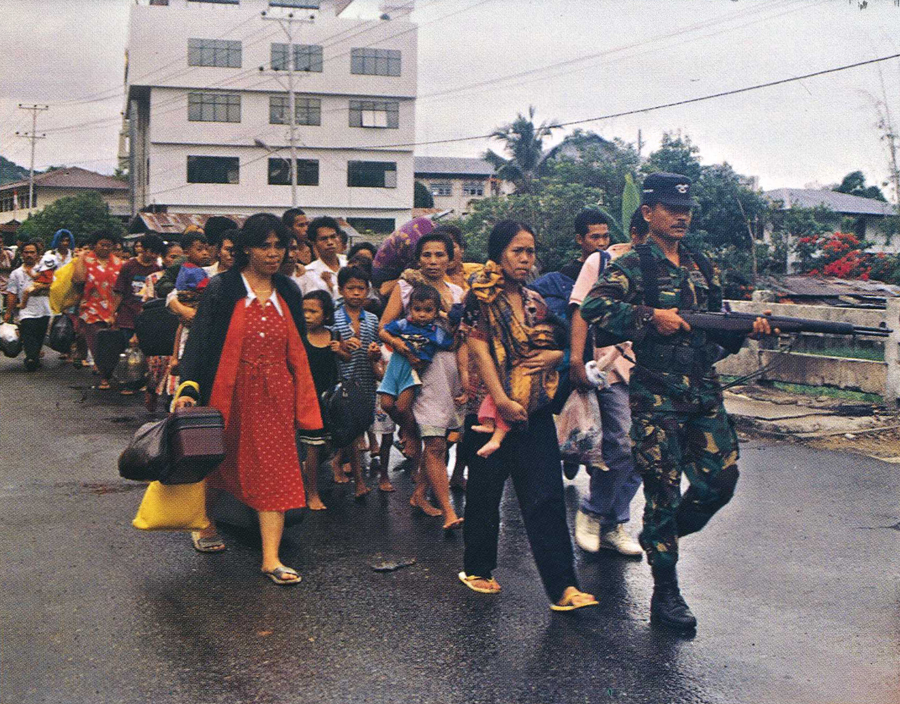
Forças militares indonésias evacuam refugiados de Amboíno no Conflito sectário em Molucas em 1999.

Segundo Irfan Omar, o  Islã tem uma história de não-violência e negociação ao lidar com conflitos: por exemplo, os primeiros muçulmanos passaram por 83 conflitos com não-muçulmanos e apenas 4 deles acabaram em conflito armado.
Tina Magaard, professora associada do  Departamento de Tecnologia e Desenvolvimento de Negócios da Universidade de Aarhus  , analisou os textos das 10 maiores religiões do mundo. Numa entrevista, ela afirmou que os textos básicos do Islã exigem mais violência e agressão contra seguidores de outras religiões do que textos de outras religiões.   Ela também argumentou que eles contêm incitação direta ao terrorismo.
O Islão, tal como outras grandes religiões, expandiu-se principalmente pela força militar, e tal como o Cristianismo, e em números idênticos, foi responsável pelo maciço comércio de escravos que durante séculos drenou África e outros lugares dos seus valiosos recursos humanos.

#### Terrorismo e Islamismo
Nas sociedades ocidentais, o termo jihad é frequentemente traduzido como "guerra santa". Os estudiosos dos estudos islâmicos frequentemente enfatizam o fato de que estes dois termos não são sinônimos. Os autores muçulmanos, em particular, tendem a rejeitar tal abordagem, enfatizando as conotações não-militantes da palavra.
O terrorismo islâmico refere-se ao terrorismo que é praticado por grupos muçulmanos ou indivíduos que são motivados pela política, religião ou ambos. Os atos terroristas incluíram sequestro de companhias aéreas, sequestro, assassinato, atentado suicida e assassinato em massa.

A tensão atingiu um clímax em 11 de setembro de 2001, quando terroristas islâmicos perrtencentes à Al-Qaeda dirigiram aviões comerciais contra o  World Trade Center em Nova York e o Pentágono em Washington, D.C. A "Guerra ao Terror" desencadeou sentimentos anti-muçulmanos na maioria dos países ocidentais e em todo o resto do mundo. A Al-Qaeda é um dos mais conhecidos grupos extremistas islâmicos, criado por Osama bin Laden. O objetivo da Al-Qaeda é difundir a forma mais "pura" do Islã e da lei islâmica. Com base em sua interpretação do Alcorão, Bin Laden precisava fazer "o bem", infligindo terror a milhões de pessoas. Após os ataques terroristas de 11 de setembro, Bin Laden elogiou os homens-bomba em sua declaração: "a grande ação que vocês fizeram, que foi primeiramente pela graça de Alá". Esta é a orientação de Alá e o fruto abençoado da jihad". Em contraste, fazendo eco à esmagadora maioria das pessoas que interpretaram estes eventos, o Presidente George W. Bush disse em 11 de setembro: "A própria liberdade foi atacada esta manhã por um covarde sem rosto. ... E a liberdade será defendida". Não se enganem, os Estados Unidos caçarão e punirão os responsáveis por estes atos covardes". 

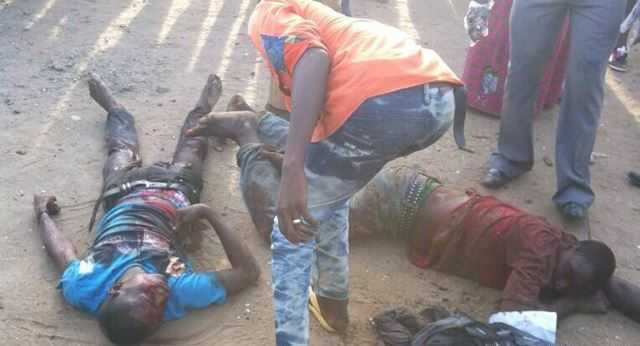
Feridos após um ataque a bomba por Boko Haram na Nigéria, em abril de 2014.

As controvérsias em torno do assunto incluem desacordos sobre se os atos terroristas são autodefesa ou agressão, autodeterminação nacional ou supremacia islâmica; se o Islã pode alguma vez tolerar o alvo de não combatentes; se alguns ataques descritos como terrorismo islâmico são meramente atos terroristas cometidos por muçulmanos ou atos terroristas motivados pelo nacionalismo; se o wahhabismo está na raiz do terrorismo islâmico, ou simplesmente uma das suas causas; quanto apoio ao terrorismo islâmico existe no mundo muçulmano e se o apoio ao terrorismo é apenas um fenômeno temporário, uma "bolha", que agora desaparece.

### Judaísmo
Como religião dos judeus, também conhecidos como israelitas, o judaísmo é baseado na Torá e no Tanakh, que também é chamada de Bíblia hebraica, e orienta seus adeptos sobre como viver, morrer e lutar através dos 613 mandamentos que são chamados de 613 Mitzvá, dos quais os mais famosos são chamados de Dez Mandamentos.
A Torá também lista as instâncias e circunstâncias que exigem que seus aderentes vão para a guerra e matem seus inimigos. Tal guerra é geralmente chamada de Milkhemet Mitzvah, uma "guerra obrigatória" que é obrigada pela Torah ou por Deus, ou Milkhemet Reshut uma "guerra voluntária".

#### Criticismo
Burggraeve e Vervenne descrevem o Antigo Testamento como sendo cheio de violência e também o citam como prova da existência tanto de uma sociedade violenta quanto de um deus violento. Eles escrevem que, "(i)em numerosos textos do Antigo Testamento o poder e a glória do Deus de Israel é descrito na linguagem da violência". Eles afirmam que mais de mil passagens se referem a Javé como agindo violentamente ou apoiando a violência dos humanos e também afirmam que mais de cem passagens envolvem comandos divinos para matar humanos.
Com base nestas passagens do Antigo Testamento, algumas igrejas e teólogos cristãos argumentam que o judaísmo é uma religião violenta e o deus de Israel é um deus violento. Reuven Firestone afirma que estas afirmações são geralmente feitas no contexto de afirmações de que o cristianismo é uma religião de paz e que o deus do cristianismo é aquele que apenas expressa amor.

#### Outros pontos de vista
Alguns estudiosos como Deborah Weissman reconhecem prontamente o fato de que "o judaísmo normativo não é pacifista" e "a violência é tolerada a serviço da autodefesa". J. Patout Burns afirma que, embora o judaísmo condene o uso da violência em certos casos, a tradição judaica postula claramente o princípio da minimização da violência. Este princípio pode ser afirmado como "(onde quer que) a lei judaica permita que a violência impeça a ocorrência de um mal, ela determina que a quantidade mínima de violência deve ser usada para atingir o objetivo de cada um".
O amor e a busca da paz, assim como as leis que exigem a erradicação do mal, às vezes pelo uso de meios violentos, coexistem na tradição judaica.
A Bíblia hebraica contém exemplos de guerras ordenadas pela religião que muitas vezes contêm instruções explícitas de Deus aos israelitas para exterminar outras tribos, como em Deuteronômio 7:1–2 ou Deuteronômio 20:16–18. Como exemplos, incluem-se as histórias de Amaleque (Deuteronômio 25:17–19, 1 Samuel 15:1–6, a história de Midianitas (Números 31:1–18) e Batalha de Jericó (Josué 6:1–27).

#### Julgando as guerras bíblicas
As guerras bíblicas de extermínio foram caracterizadas como "genocídio" por várias autoridades, porque a Torá afirma que os israelitas aniquilaram grupos étnicos ou tribos inteiras: os israelitas mataram todos os amalequitas, incluindo homens, mulheres e crianças (1 Samuel 15: 1-20); os israelitas mataram todos os homens, mulheres e crianças na batalha de Jericó (Josué 6:15-21), e os israelitas mataram todos os homens, mulheres e crianças de várias tribos cananeias (Josué 10:28-42). Entretanto, alguns estudiosos  acreditam que estes relatos na Torá são exagerados ou metafóricos.

#### Conflito árabe-israelense
Os líderes sionistas às vezes usavam referências religiosas como justificativa para o tratamento violento sofrido pelos árabes na Palestina.

#### Palestinos como "Amalequitas"
Em várias ocasiões, os palestinos têm sido associados a antagonistas bíblicos, particularmente com os amalequitas. Por exemplo, o rabino Israel Hess recomendou que os palestinos fossem mortos, com base em versículos bíblicos como 1 Samuel 15.

#### Palestinos como "Amalekites"
Em várias ocasiões os palestinos têm estado associados a antagonistas bíblicos, particularmente aos amalequitas. Por exemplo, o Rabino Israel Hess recomendou que os palestinos fossem mortos com base em versículos bíblicos como 1 Samuel 15.

## Outras religiões

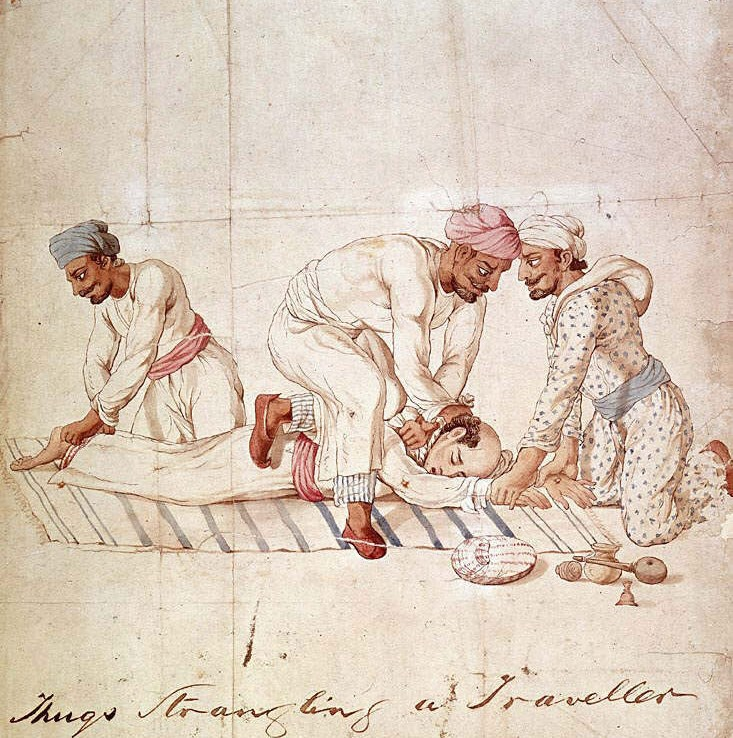
Os Tugues eran um culto secreto de assassinos cujos membros eram tanto hindus como muçulmanos.

### Budismo
O Budismo é uma religião originária da Índia e que surgiu há mais de 2500 anos, sendo baseada nos ensinamentos de Sidarta Gautama, conhecido como o Buda, com com características filosóficas, não teístas, pacifistas e harmoniosas, normalmente presente em países como Sri Lanka, China, Japão, Tailândia, Myanmar e Vietnã. Uma nova forma do budismo, intitulada "budismo moderno", foi introduzida no mundo contemporâneo nos séculos XIX e XX para explicar os conceitos antigos da religião. Apesar dos preceitos pacíficos, há exemplos de históricos de violência nas sociedades budistas, como a Guerra civil do Sri Lanka (1983-2009), por exemplo, envolveu uma grande dose de nacionalismo especificamente budista por parte de uma maioria cingalesa ressentida com a presença dos hindus tâmeis e a perseguição dos Povo ruainga pelo governo de Mianmar.

### Hinduísmo
Os hindus têm experimentado perseguições religiosas históricas e contínuas e violência sistemática, sob a forma de conversões forçadas, massacres documentados, demolição e profanação de templos, assim como a destruição de centros educacionais, principalmente em na Sul da Ásia e na Índia. Um exemplo dessa intolerância pode ser observado durante o Genocídio em Bangladesh em 1971, onde houve assassinatos generalizados e atos de limpeza étnica de civis em Bangladesh (então conhecido como Paquistão Oriental, uma província do Paquistão), e violações generalizadas dos direitos humanos foram realizadas pelo Exército Paquistanês, que foi apoiado por milícias políticas e religiosas durante a Guerra de Libertação de Bangladesh. Em Bangladesh, as atrocidades são identificadas como um genocídio. A revista Time relatou que "os hindus, que representam três quartos dos refugiados e a maioria dos mortos, suportaram o ódio dos militares muçulmanos". Os cabos do governo dos Estados Unidos observaram que os hindus eram alvos específicos do exército paquistanês.
Havia matanças generalizadas de homens hindus, e estupros de mulheres. Entre os incidentes documentados em que os hindus foram massacrados em grande número, estão o massacre de Jathibhanga, o massacre de Chuknagar e o massacre de Shankharipara, tendo como consequência mais de 60% dos refugiados bengalis que fugiram para a Índia eram hindus.

### Siquismo
Os Sikhs geralmente aplicam os conceitos de tolerância ao longo de sua história, significando que eles nunca converteram ninguém à força. Mas um exemplo da intolerância contra a religião foi quando o nono guru siquista, Guru Tegh Bahadur, foi martirizado justamente por liderar um protesto em massa pacifista contra a intolerância religiosa. Já um exemplo de intolerância foi um movimento que surgiu no estado de Punjab, na Índia, que tem uma população de maioria sique e atingiu seu apogeu no final da década de 1970 e na década de 1980, quando o movimento secessionista de Insurgência em Panjabe explodiu entre a população local, tendo como principais atos extremistas o assassinato da primeira-ministra Indira Gandhi e o ataque bombista ao avião da Air India matando 328 passageiros.

### Neo-paganismo
Nos Estados Unidos e na Europa, as crenças neo-pagãs têm sido associadas a muitos incidentes terroristas. Embora a maioria dos neo-pagãos se oponha à violência e ao racismo, as facções folclóricas do Odinismo, do Wotanismo e do Ásatrú enfatizam sua herança cultural nórdica e o idealismo guerreiro. Por estas razões, um relatório do FBI sobre terrorismo doméstico de 1999, intitulado Projeto Megiddo, descreveu o Odinismo como "[emprestando-se] à violência e [tendo] o potencial de inspirar seus seguidores à violência". Até 2017, o Southern Poverty Law Center tinha reconhecido pelo menos dois grupos ódio neo-pagãos. Muitos supremacistas brancos (especialmente aqueles na prisão) estão se convertendo ao Odinismo a taxas crescentes, citando a impureza do Cristianismo e o fracasso dos grupos anteriores em alcançar os objetivos como as principais razões para sua conversão. As semelhanças entre o Odinismo e outros grupos extremistas como a Identidade Cristã facilitam as conversões. Os alvos da violência neopagã são semelhantes aos dos terroristas brancos supremacistas e nacionalistas, mas um alvo adicional inclui cristãos e igrejas. Esses são alguns dos incidentes notáveis:
- Assassinato de Alan Berger: Um grupo extinto de supremacia branca intitulado "The Order" foi fundado por ávidos praticantes do Wotarismo como David Lane e Robert Jay Mathews.[148] Lane foi condenado em 1984 pelo assassinato do radialista judeu Alan Berg.[153]
- Incêndio de igrejas: Uma onda de queimadas de igrejas na Noruega durante os anos 90 foi citada como um dos atos do terrorismo neo-pagão.[154] Os incêndios coincidiram com um ressurgimento da popularidade do black metal europeu. Este gênero musical apresentava as imagens e ideias do neo-paganismo, satanismo e nacionalismo. Os alvos eram as igrejas cristãs, e até 28 igrejas foram alvo durante este período.[155] O popular músico de black metal Varg Vikernes, um notável neo-pagão e nacionalista, foi condenado por três destes incêndios e acusado de uma quarta tentativa.[156]
- Centro Comunitário Judaico Overland Park: Frazier Glenn Miller Jr. atirou e matou três pessoas em um centro comunitário judaico do Kansas em 2014. Antes de se tornar um Odinista, Miller Jr. era um membro da Ku Klux Klan.[157]

## Conflitos e guerras

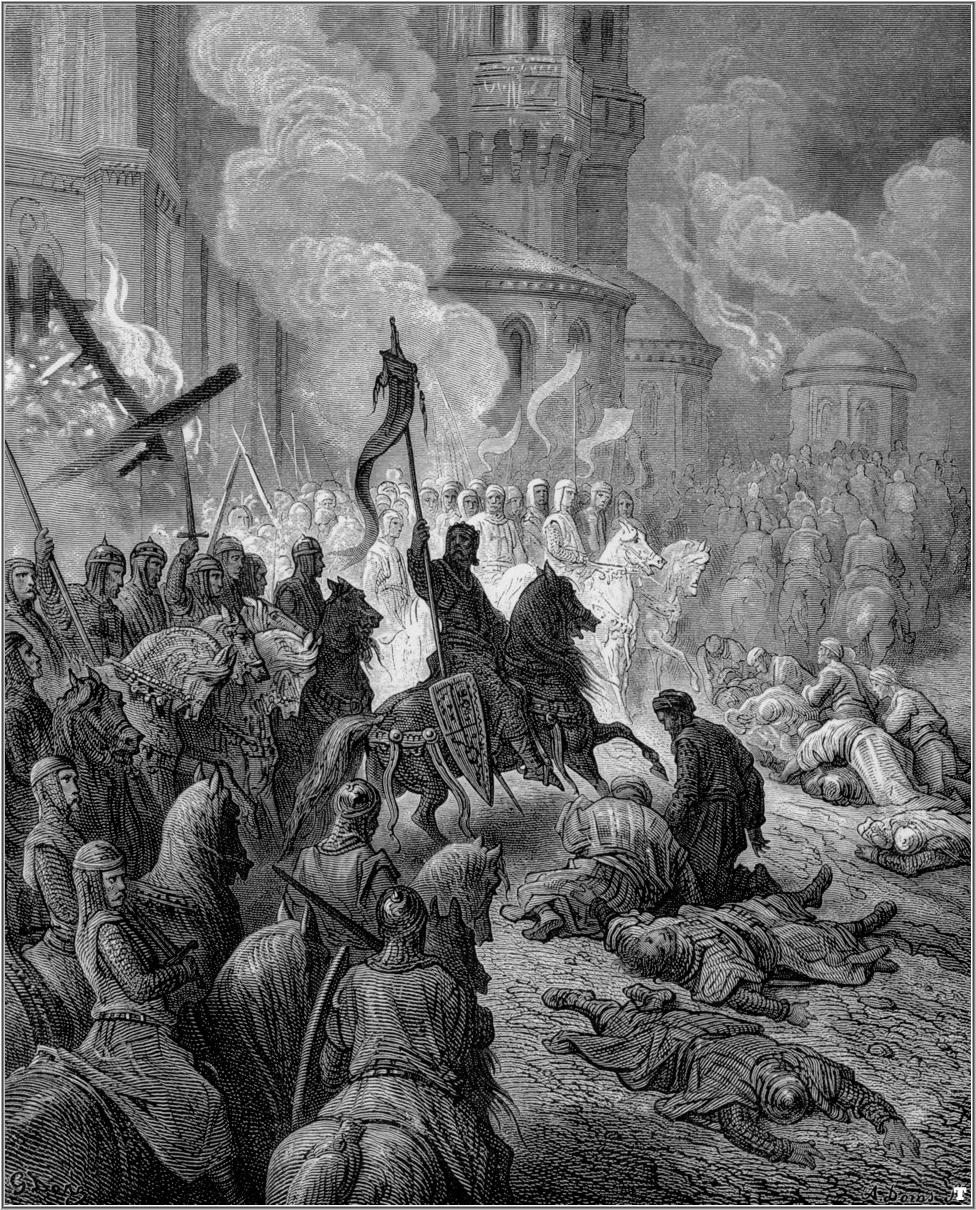
Entrada dos Cruzados em Constantinopla por Gustave Doré (1832–1883)

Alguns autores afirmaram que os conflitos "religiosos" não se baseiam exclusivamente em crenças religiosas, mas devem ser vistos como choques de comunidades, identidades e interesses que são laico-religiosos ou, pelo menos, muito laicos.
Alguns afirmaram que os ataques são realizados por aqueles com convicções religiosas muito fortes, como terroristas, no contexto de uma guerra religiosa global. Robert Pape, um cientista político especializado em terrorismo suicida, argumenta que grande parte do terrorismo suicida muçulmano moderno tem uma base secular. Embora as causas do terrorismo sejam complexas, pode ser seguro supor que os terroristas estejam parcialmente tranquilizados por suas opiniões religiosas de que seu deus está do seu lado e que ele os recompensará no paraíso por punir incrédulos.
Esses conflitos estão entre os mais difíceis de resolver, particularmente quando ambos os lados acreditam que Deus está do seu lado e que ele endossou a justiça moral de suas reivindicações. Uma das citações mais famosas associadas ao fanatismo religioso foi proferida em 1209 durante o Cerco de Béziers : um cruzado perguntou ao legado papal Arnaud Amalric como diferençar os católicos dos cátaros quando a cidade foi tomada, ao que Amalric respondeu: "Caedite eos. Novit enim Dominus qui sunt eius", ou "Matem todos eles; Deus reconhecerá os seus".

## Violência ritual
A violência ritual pode ser dirigida contra as vítimas (por exemplo, sacrifício humano, animais e abate ritual) ou autoinfligida (autoflagelação religiosa).
Segundo a hipótese de caça, criada por Walter Burkert em seu livro Homo Necans, o comportamento carnívoro é considerado uma forma de violência. Burkett sugere que o fenômeno antropológico da religião surgiu de rituais que estavam ligados à caça e aos sentimentos de culpa associados à violência que a caça exigia.